# محمد الأمين بن الشيخ المعلوم
محمد الأمين بن المعلوم بن عبد الله الكوري البوصادي. عاش بين عامي ( 1301 – 1342) هـ ( 1883 – 1923) م
ولد في منطقة بير اللبن (التابعة لمقاطعة بوتلميت - موريتانيا)، وتوفي في ضواحي مدينة الركيز.
عاش في موريتانيا، وسافر إلى السنغال عدة سفرات، وتوفي في طريق عودته من إحداها.
درس على والده الشيخ المعلوم، وأكمل دراسته على بعض أعلام بلده، فدرس الفقه وأصوله على يحيي بن أحمد فال التندغي، ودرس النحو و علوم العربية على يحظيه بن عبد الودود.
الإنتاج الشعري:
- له ديوان محمد الأمين بن المعلوم - جمع وتحقيق محمد إبراهيم بن عمران - المعهد العالي للدراسات والبحوث الإسلامية - نواكشوط - 1993 (مرقون)، وله نظم في المواطن التي تكره فيها الصلاة على النبي ، وله نظم لمآسد العرب، يشبه التكملة لنظم النحوي عبد الودود بن عبد اللّه الألفغي.
يتنوع شعره بين المديح النبوي، و المدح، و الوصف، والغزل، والرثاء، في مقطوعات وقصائد متوسطة الطول تلتزم الوزن والقافية، وتكثر فيها التضمينات من
الشعر القديم. له قصائد عديدة في الشاي وطقوس شربه جريًا على عادة الشعراء في عصره، وأخرى في المداعبات والمساجلات. أما مدحته في الرسول التي شطّر فيها معلقة امرئ القيس فإنها تدل على مهارته في تشقيق المواقف وتأويل الصفات والتلطف في عرض المعاني والتغيير في سياقاتها.